# پروژه Y
آزمایشگاه لس آلاموس (به انگلیسی: Los Alamos Laboratory) که همچنین به عنوان پروژه Y نیز شناخته می‌شود، یک آزمایشگاه مخفی بود که برای پروژه منهتن تأسیس شد و توسط دانشگاه کالیفرنیا در طول جنگ جهانی دوم اداره می‌شد. مأموریت این پروژه، طراحی و ساخت اولین بمب اتمی بود. رابرت اوپنهایمر اولین رهبر پروژه بود که از سال ۱۹۴۳ تا دسامبر ۱۹۴۵، زمانی که نوریس برادبوری جانشین او شد، به فعالیت خود ادامه داد. برای اینکه دانشمندان بتوانند آزادانه دربارهٔ کار خود، با حفظ امنیت و به دور از خطر بحث کنند، این آزمایشگاه در فلات دورافتاده پاجاریتو در شمال نیومکزیکو قرار گرفت. این آزمایشگاه در زمان جنگ ساختمان‌هایی را تصرف کرد که زمانی بخشی از مدرسه مزرعه‌داری لس آلاموس بود.